# Do They Know It's Christmas? (Band Aid II)
Do They Know It's Christmas? è un singolo dei Band Aid II del 1989, cover dell'omonimo brano dei Band Aid.

## Registrazione e pubblicazione
Nel 1989 i produttori Stock, Aitken & Waterman registrarono una nuova versione di "Do They Know It's Christmas?", unendo sotto il nome di Band Aid II numerosi artisti della loro scuderia, inclusi Kylie Minogue, Cliff Richard, Jason Donovan, Lisa Stansfield ed i Bros. Anche le Bananarama apparvero nel brano, diventando le uniche artiste ad aver partecipato ad entrambi i progetti. Anche in questo caso il disco ebbe un ottimo successo, raggiungendo nuovamente la prima posizione.
A circa metà del videoclip compare anche, insieme a Gary Kemp, chitarrista e tastierista degli Spandau Ballet, l'allora fidanzata di Bob Geldof, Paula Yates, collaboratrice del progetto, con una lattina di bibita "Squirt" e il logo della Coca Cola sullo sfondo.

### Tracce
1. Do They Know It's Christmas? – 4:20
2. Do They Know It's Christmas? (Instrumental) – 4:20

### Classifiche

#### Classifiche settimanali
| Classifica (1989/90) | Posizione massima |
| -------------------- | ----------------- |
| Australia            | 30                |
| Belgio (Fiandre)     | 17                |
| Germania             | 74                |
| Irlanda              | 1                 |
| Italia               | 23                |
| Nuova Zelanda        | 8                 |
| Paesi Bassi          | 20                |
| Regno Unito          | 1                 |
| Svezia               | 15                |
| Svizzera             | 24                |

#### Classifiche di fine anno
| Classifica (1989) | Posizione |
| ----------------- | --------- |
| Regno Unito       | 9         |